# Ftira
La ftira es un tipo de pan fermentado con forma de anillo típico de la gastronomía maltesa, que generalmente se rellena con sardina, atún, patata, tomate fresco, cebolla, alcaparras y/o aceitunas. La ftira de Gozo difiere un tanto ya que, más que un emparedado, se consume abierta, como una pizza, y se sirve abierto con finas rodajas de patata sobre la corteza, o doblado como un calzone.

## Patrimonio cultural inmaterial
Tras la aprobación unánime de la Cámara de Representantes de Malta para ratificar la Convención para la Salvaguardia del Patrimonio Cultural Inmaterial de la UNESCO, en 2018 la Dirección de Cultura de Malta lanzó una petición para incluir la ftira maltesa como parte de la lista del Patrimonio Cultural Inmaterial. Según un experto local, «La Elaboración de la Ftira Maltija» (tal y como figura en el Inventario Nacional de la Dirección) data del siglo XVI. Tras una fuerte llamada pública, el Gobierno de Malta anunció que presentaría la ftira maltesa a la UNESCO para su consideración como patrimonio cultural inmaterial.